# Андоріанці
Андоріа́нці (англ. Andorian) — вигадана інопланетна цивілізація гуманоїдів з науково-фантастичному всесвіті «Зоряного шляху». Відмінними рисами андоріанці є їх блакитна шкіра, пара антен на голові та біле волосся. Вони — одні зі співзасновників Об'єднаної Федерації Планет.
Андоріанці вперше з'явилися в серіалі «Зоряний шлях: Оригінальний серіал» в епізоді «Шлях на Вавилон» (1968). Надалі були зображені або згадані в епізодах інших серіалів і побічних творів франшизи. Вони були відзначені як життєво важливі члени Об'єднаної Федерації Планет у серіалі «Зоряний шлях: Глибокий космос 9» в епізоді «Картка» (1997), але їхня діяльність не була показана. Тільки в 2001—2005 роках в серіалі «Зоряний шлях: Ентерпрайз» вони фігурували як регулярні персонажі, особливо в особі командира зорельота Командора Шрана, який підтримував напружені стосунки з капітаном «Ентерпрайза» Джонатаном Арчером. Епізод «Година Нуль» (2004) встановив, що андоріанці були одним з чотирьох членів-засновників Об'єднаної Федерації Планет.

## Фізіологія
Андоріанці подібні пропорціями до людей, але вирізняються шкірою яскраво блакитного кольору, волоссям сріблястого відтінку та антенами на голові. Ці антени також є вестибулярними органами та слугують для вираження деяких емоцій. Попри вразливість, вони можуть повністю відростати за 9 місяців. Кров андоріанців блакитна. Їхній метаболізм швидший, ніж людський, тому андоріанці мають швидшу реакцію та витриваліші. В той же час на їхні тіла негативно діють високі температури. Жінки дещо вищі та більш агресивні, аніж чоловіки.
Існує різновид андоріанців — аенаріани, які мають світло-блакитний відтінок шкіри, сліпі від народження, але у них наявні телепатичні можливості. Мешкають у північних регіонах рідної планети андоріанців. Ці два різновиди генетично сумісні і здатні до розмноження.

## Планета Андорія
Центром андоріанської цивілізації є їх рідна планета Андорія — природний супутник М-класу (аналогічний планетам земного типу), який обертається навколо газового гіганта в Андоріанській зоряній системі. Андорія розташовується в системі, неподалік від Вулканської системи, що не раз призводило до конфліктів між Андоріанськой імперією і вулканцями. Андорія також знаходиться недалеко від Сонячної системи та кордонів кардассіанців.
Андорія покрита льодом і володіє киснево-азотною атмосферою, придатною для дихання людей. Через суворі кліматичні та географічні умови міста андоріанців розташовані під землею, черпаючи енергію з геотермальних джерел. Міста пов'язані між собою тунелями завдовжки іноді в тисячі кілометрів.
Зазвичай на планеті панує температура нижце нуля за Цельсієм. Зрідка температура піднімається вище нуля, як правило, всього на кілька тижнів. У Північних льодяних пустелях звичайна температура для середини літа становить близько -28 ° С.

## Історія та культура
Андоріанці — мілітаристська цивілізація, що населяє Андоріанську імперію. Вони дуже емоційні істоти, але дуже шанують честь і родинні стосунки, легко жертвуючи собою задля спільного блага. Статус в суспільстві прямо залежить від військового звання. Попри те, що держава має назву Андоріанська імперія, її уклад демократичний, представником верховної влади є канцлер.
Вони встановили контакт з вулканцями в середині XX століття й встановили з ними дружні стосунки, хоча вулканці ставилися до андоріанців з підозрою, зважаючи на їх емоційність. У 2154 році Вулканське верховне командування планувало напад на Андорію і розгорнуло флот з 12 кораблів при Регулі — системі, яка розташована за межами андоріанського сенсорного діапазону, але в безпосередній близькості від Андорії. Згодом Андорія брала участь у формуванні Коаліції планет в 2155 році, а шість років потому, в 2161 році, стала однією з держав, які заснували Об'єднану Федерацію планет. Андоріанці були прийняті до її складу через те, що під час тяжких для них часів, вони не розірвуть договір. Одна з найважливіших частин андоріанской культури — юшаан, — кодекс честі, що вимагає смертельного поєдинку між противниками з використанням юшаан-тор — знаряддя льодоруба. Цей кодекс містить великий звід правил — більше 12000 параграфів. Поєдинок може бути припинений, якщо один з учасників досить важко ранить іншого, щоб той не зміг продовжувати бій. Хоча Юшан можна вимагати для того, щоб помститися за особисту втрату, кожен з учасників має право заміни. Одружений учасник може зажадати відкласти Юшан на невизначений термін у разі, якщо у нього поки немає дітей, щоб продовжити рід. Андоріанські весілля зазвичай вимагають чотирьох осіб. Жінки мають рівні громадянські права з чоловіками і також можуть служити в збройних силах. Серед андоріанців є приголомшливо талановиті художники; в 2375 році мати Езрі Дакс, Янас Тіган купила плитки андоріанськой ручної роботи для свого солярію, а Андоріанська академія широко відома, як одна з кращих шкіл мистецтв Федерації.
. Релігійні вірування у цієї цивілізації слабко виражені, проте андоріанці вірять у Рай, куди душі потрапляють після смерті. Як і більшість рас, вони вірять в існування за Великим бар'єром в центрі Галактики планети Ша Ка Рі. Згідно Сайбок їх слово для позначення її було «невимовне»